# 薯童謠
薯童謠(서동요)，為韓國史書《三國遺事》第二卷武王條中，所記載的一首用吏讀記載的童謠。傳說為百濟武王所作，是现今仅存的三首朝鲜三国时期乡歌之一（其它两首为《运泥谣》和《彗星歌》），也是现存的唯一的百济乡歌。:71-74:21-22
传说武王原本是平民出身的薯童，通过让群童传唱这首《薯童谣》，智娶新罗真平王的善花公主。《薯童谣》简洁质朴，充满浪漫主义色彩，是首长传不衰的乡歌。:71-74:21-22

## 原文
善花公主主隱
他密只嫁良置古
薯童房乙
夜矣卯乙抱遺去如

### 中文解讀
善花公主偷偷地成為薯童的妻子
每晚都私下到薯童的房中和他相見

## 背景
據《三国遗事》第二卷武王条條記載，南扶餘（百濟）第三十代王武王，名璋，為寡婦與湖泊中的龍所生下孩子。小時候以挖白薯販賣為業，故名薯童。聽聞新羅真平王的三公主–善花公主美艷無雙，於是來到都城，作了薯童謠，以白薯收買城中的孩童，要其廣為傳唱。歌謠傳至新羅王宮，百官上疏，要求流放善花公主於遠方。善花公主被流放時，薯童拜伏於地，請求做為公主的侍衛，公主雖然不認識他，但也讓其隨行。後來知道他就是薯童，方才相信童謠所言不虛，於是便和薯童一起回到百濟。善花公主拿出來臨行前母親給她的黃金，這時薯童卻說小時掘薯之地，黃金滿地。於是薯童挖出了大量黃金，請法師用神力送至新羅宮中，真平王異其神變，尊敬尤甚。薯童因此而得到人心，即位為百濟王。